# Rodney King-opstanden
Rodney King-opstanden også kendt som Los Angeles-opstanden i 1992 blev sat i gang den 29. april 1992 da en primært hvid jury frifandt fire politifolk der var anklaget for at tæve en sort mand Rodney King, efter han flygtede fra politiet. Tusinder af mennesker i Los Angeles, primært unge sorte og latinoer deltog i opstanden hvilket involverede plyndringer, ildspåsættelse og mord. Det skønnes at 58 personer blev myrdet under opstanden og 2383 blev såret.
Rodney King blev fundet død den 17. juni 2012 i en swimmingpool..